# 경성극장
경성극장(京城劇場)은 1916년 경성부 중구 본정(本盯)에 와케지마 슈지로(分度周次郞)에 의하여 연극이나 연예물을 공연하기 위해 건립된 당대의 손꼽을 만한 극장이다. 러일전쟁 직후인 1907년을 전후한 시기, 일본인 거류지 수정(壽町) 3정목(현재의 중부경찰서 남동쪽)에 위치한 일본인 극장인 수좌(壽座)를 전신으로 하고 있다. 1929년 2월 13일 화재로 인한 소실을 입고, 1930년 초에 재건을 결정했다. 1940년대 초기에 대일본영화회사에 경영권이 넘어가면서부터 영화상설극장으로 전환되었고, 극장운영은 조창방길(朝倉房吉)이 하였다. 일본의 유명한 천화(天華)나 천승(天勝)같은 연예단, 가부키단(歌舞伎團) 연극단이 경성 공연시에는 이곳에서 공연하였으며, 일본 일활영화(日活映畵) 작품의 개봉극장이었다. 벽돌 2층 건물로 수용인원 800명 정도이었으며, 무대는 영화상설관이 되면서 줄어들었으나 그리 적은 편은 아니었다. 해방 후에는 서울극장이 되었다.

## 참고 문헌
- 유인경, 김의경 지음, 『박노홍의 대중연예사1』, 연극과인간, 2008
- 이용남, “해방 전 조선 영화극장사 고찰”(청주대 대학원, 2002.2)
- 한상언, “활동사진시기 조선영화산업 연구”(한양대 대학원, 2010.2)